# Björköfjärden
För andra betydelser, se Björköfjärden (olika betydelser).
Björköfjärden är ett sund i Norrtälje kommun i Roslagen mellan Björkö och Vätö. Det övergår i nordväst till Bagghusfjärden.